# هورست فيشر
هورست فيشر (بالألمانية: Horst Fischer)‏ هو محامي ألماني، ولد في 11 ديسمبر 1950 في دويسبورغ في ألمانيا.